# Альбертіна

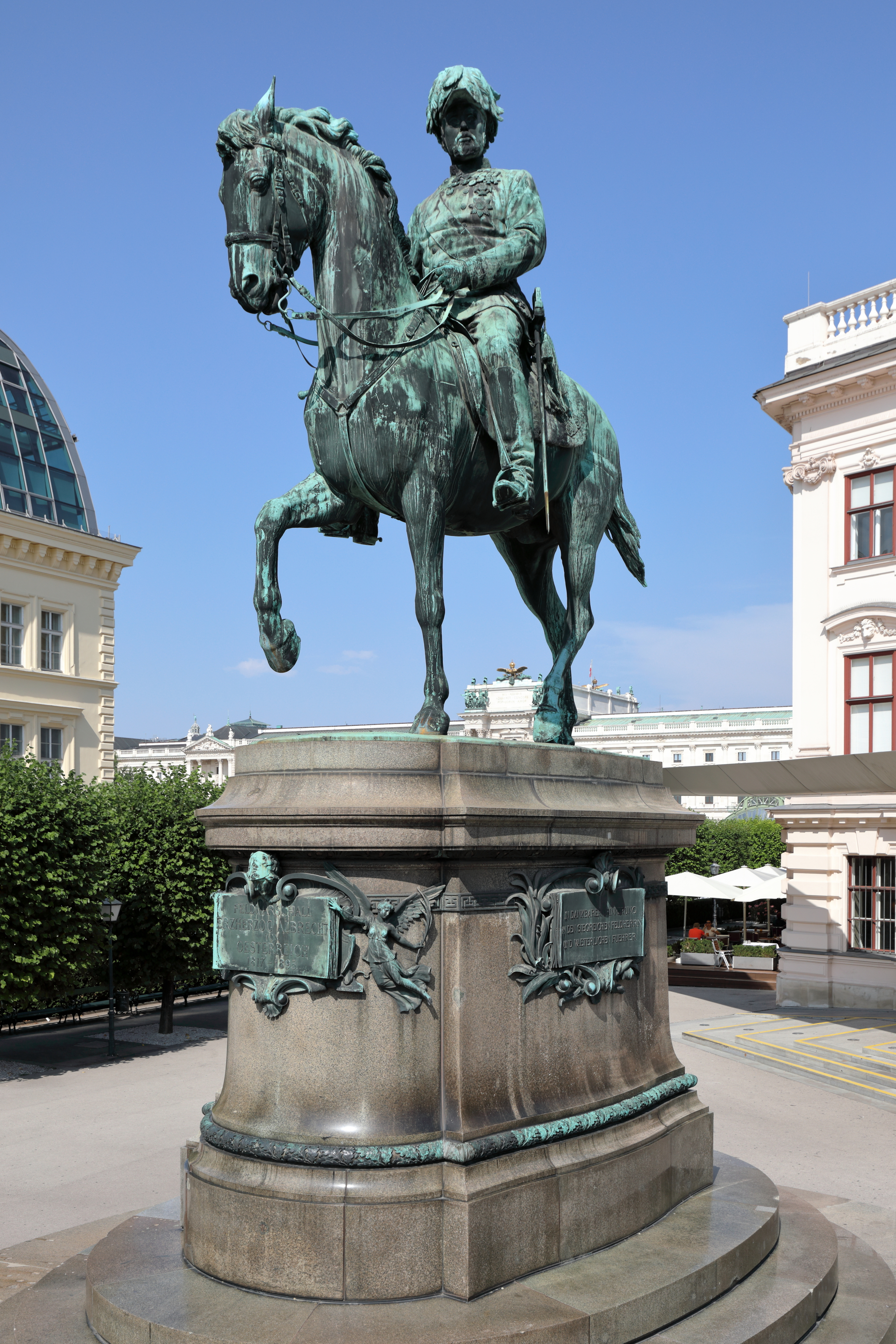
Альбертина. Монумент засновнику галереї

Альберті́на або Галерея Альбертіна у місті Відень — одна з найвідоміших у світі збірок оригінальних рисунків та друкованої графіки.

## Межі і кількість
За останніми даними налічує понад 65 тис. малюнків митців минулого і близько 1 000 000 гравюр. Хронологічні межі зібрання — від 15 ст. і до сучасності.

## Засновник
Засновником зібрання був герцог Альберт Саксон-Тешенський в 70-х рр. 18 століття в королівському замку міста Братислава, котрий він обрав резиденцією, будучи головою Угорського королівства з 1765 по 1781 р. Гра в державність спонукала герцога надати навіть фундаційну грамоту на заснування, датовану 4 липня 1776 р. За іменем засновника збірка й дістала назву Альбертіна.

## Історія побутування зібрання
Землі Чехії та Словаччини розглядались як тимчасове перебування володарських дворів «лоскутної імперії», якою довгий час і була Австро-Угорщина. Тому збірки часто переносились з імперських околиць у метрополію. Так було зі збірками імператора Рудольфа ІІ, перенесеними з Праги у Відень. Так сталося і з зібранням Альберта Саксон-Тешенського.
1795 року нащадок ерцгерцог Альбрехт придбав власний палац Тароука (Taroucca) у Відні і перевіз зібрання з Братислави у власний палац. Палац у Відні переобладнали під нове призначення бути мистецькою галереєю. З 1822 року вона була відкрита для відвідин. Потрапити в нову галерею дозволялося будь-кому, а не тільки представникам дворянського стану. Умовою для відвідин була наявність у відвідувача взуття. Але обмежений характер відвідувачів таки зберігався. Протягом 19 століття нащадки (ерцгерцог Карл, ерцгерцогу Альбрехт Фрідріх Австрійський, ерцгерцог Фрідріх Австрійський) повільно збільшували зібрання.
1919 року по розпаду Австро-Угорщини художні колекції королівського роду австрійських Габсбургів перейшли до Австрійської республіки. 1920 року колекція була збільшена за рахунок приєднання друкованої графіки, котра зберігалась до цього в імператорській бібліотеці. В 20 столітті уряд Австрії дотримувався концепції «Відень — культурна столиця», бо імперське минуле столиці минуло.
З 1999 року до збірок перейшли фото матеріали та архітектурна графіка і креслення архітекторів. Галерея Альбертіна належить до найбільш відвідуваних музеїв Відня.

## Скарби зібрання

### Малюнки італійських майстрів
Напівколоніальна присутність Австрійської імперії в північній Італії надала можливість легкого придбання художніх скарбів і
і старожитностей в Італії світового рівня. Так в Альбертіну прийшли малюнки майстрів італійського Відродження, маньєризму і бароко, серед яких малюнки Рафаеля Санті і Мікеланджело Буонарротті, Бернардіно Луїні, Парміджаніно, Аннібале Каррачі, Карло Маратті, Джованні Баттіста П'яцетта. Галерея Альбертіна — одна із небагатьох музейних закладів світу, що зберігає оригінальні малюнки Леонардо да Вінчі.

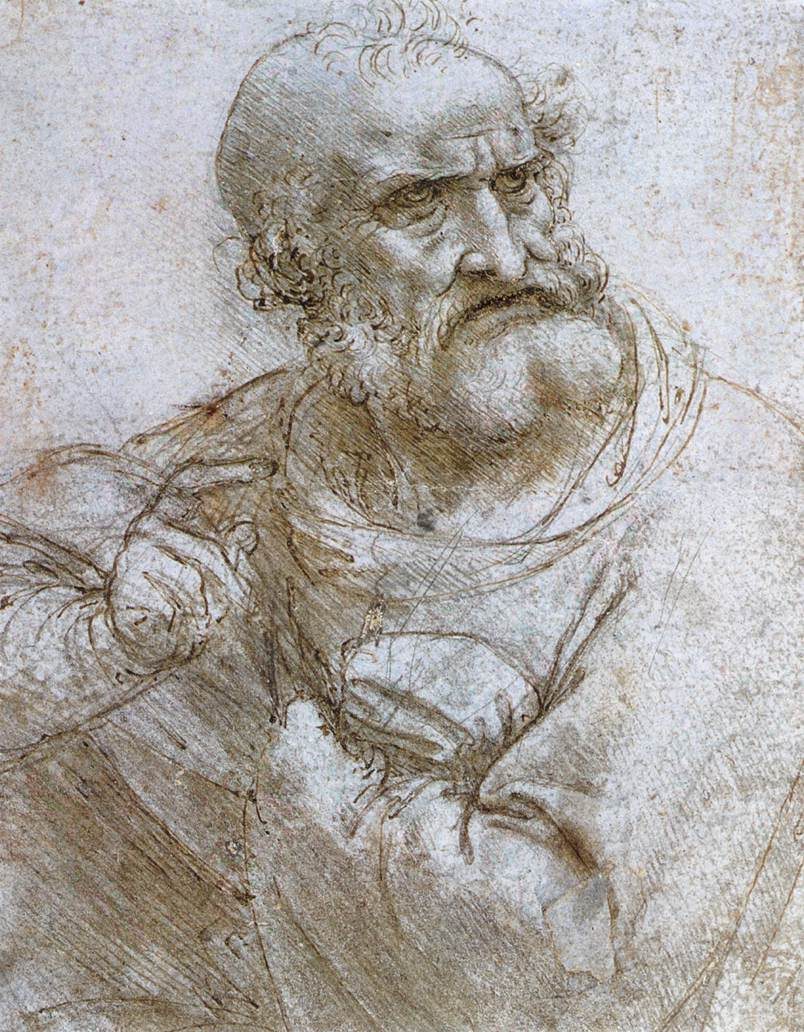
Леонардо да Вінчі, «Штудія чоловічої голови до апостола в «Таємній вечері». бл. 1495 р.
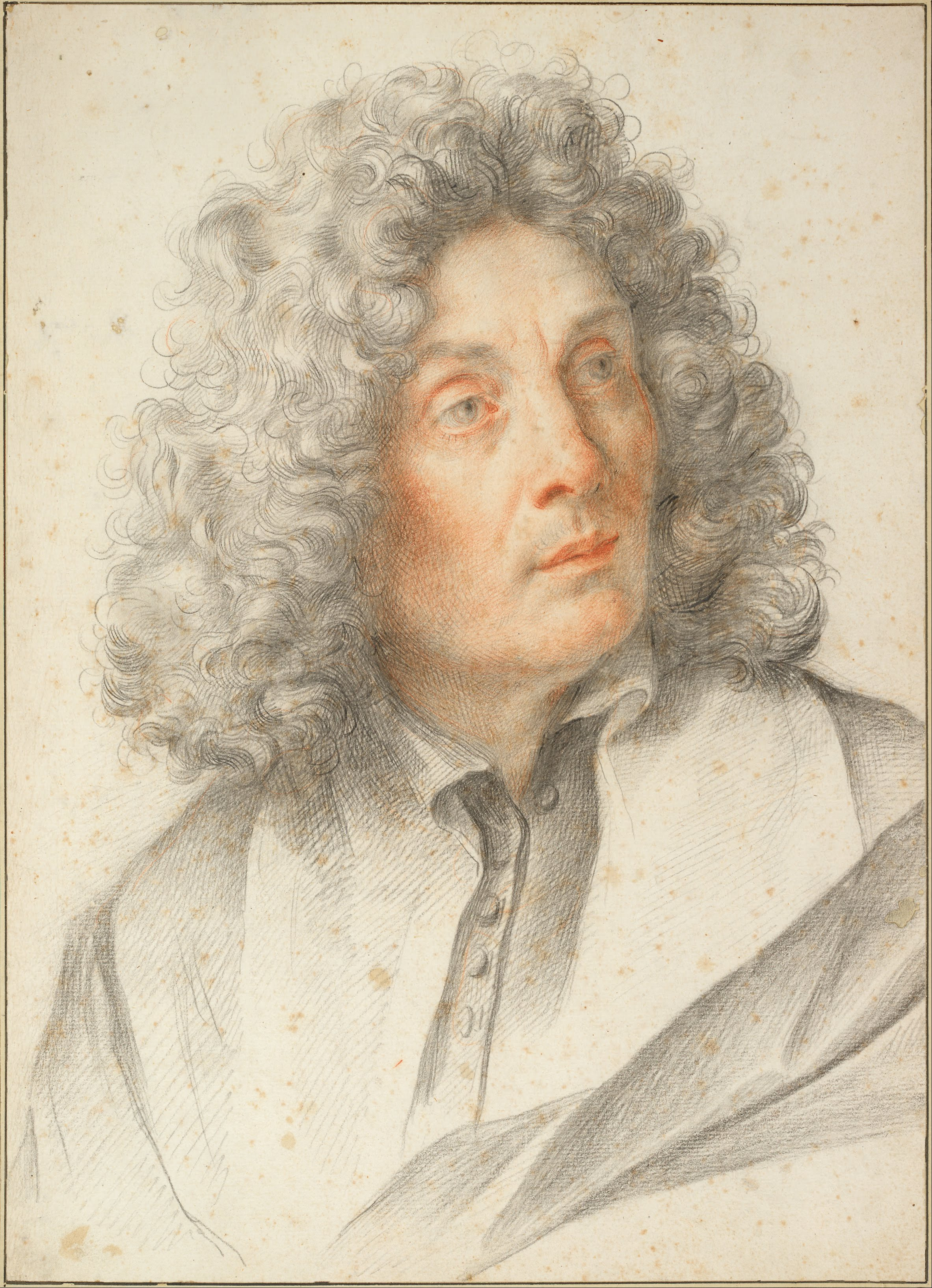
Карло Маратті, Автопортрет
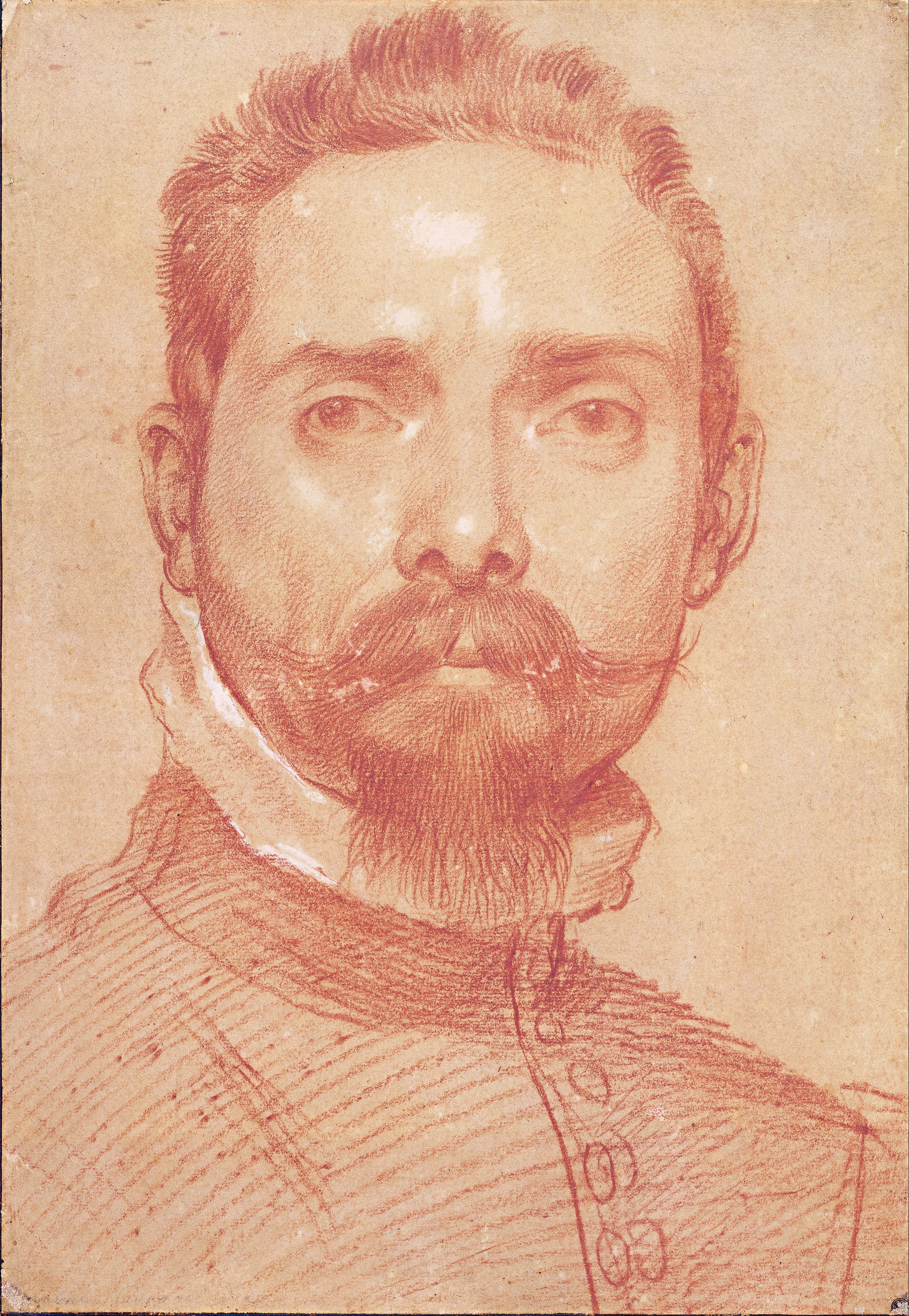
Аннібале Каррачі, «Лютнист Маскероні», бл. 1594 р.
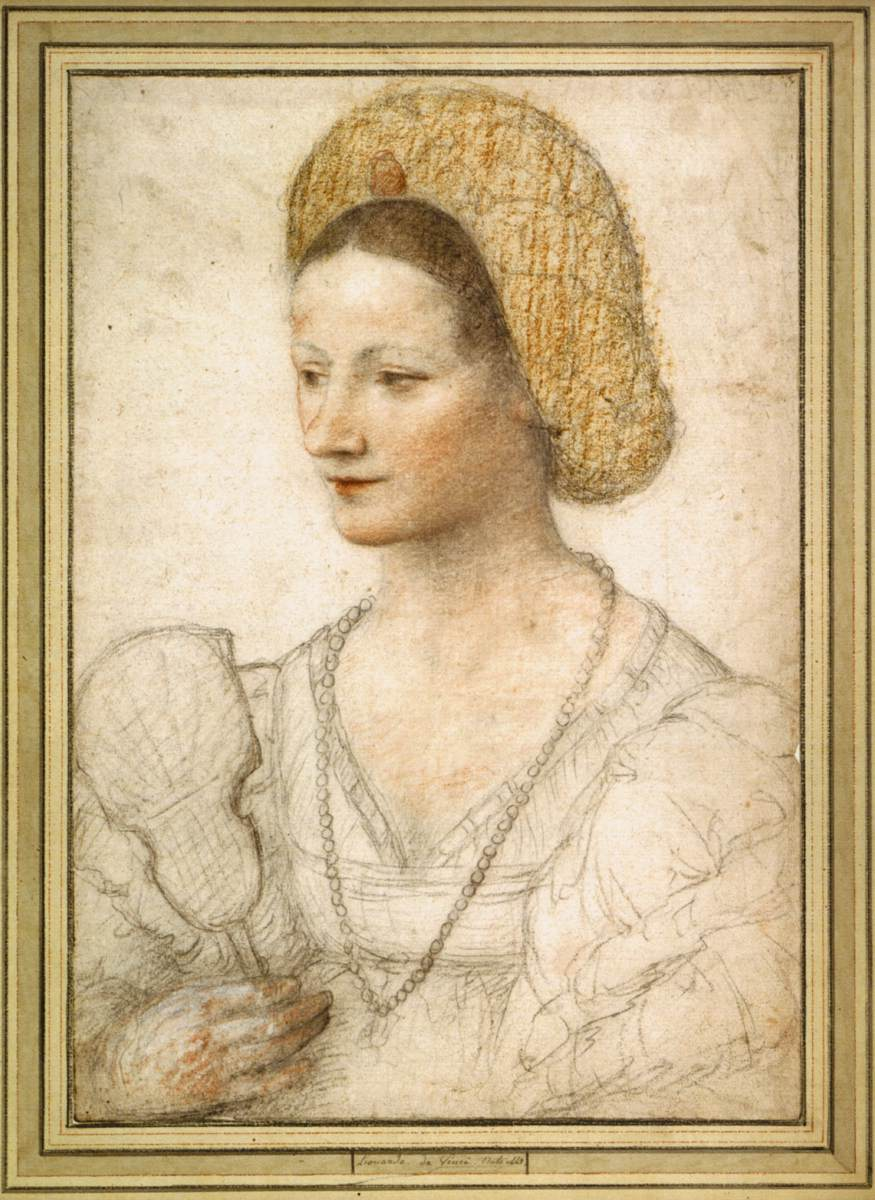
Бернардіно Луїні, «Панночка з віялом», до 1525 р.

### Німецький і австрійській відділи

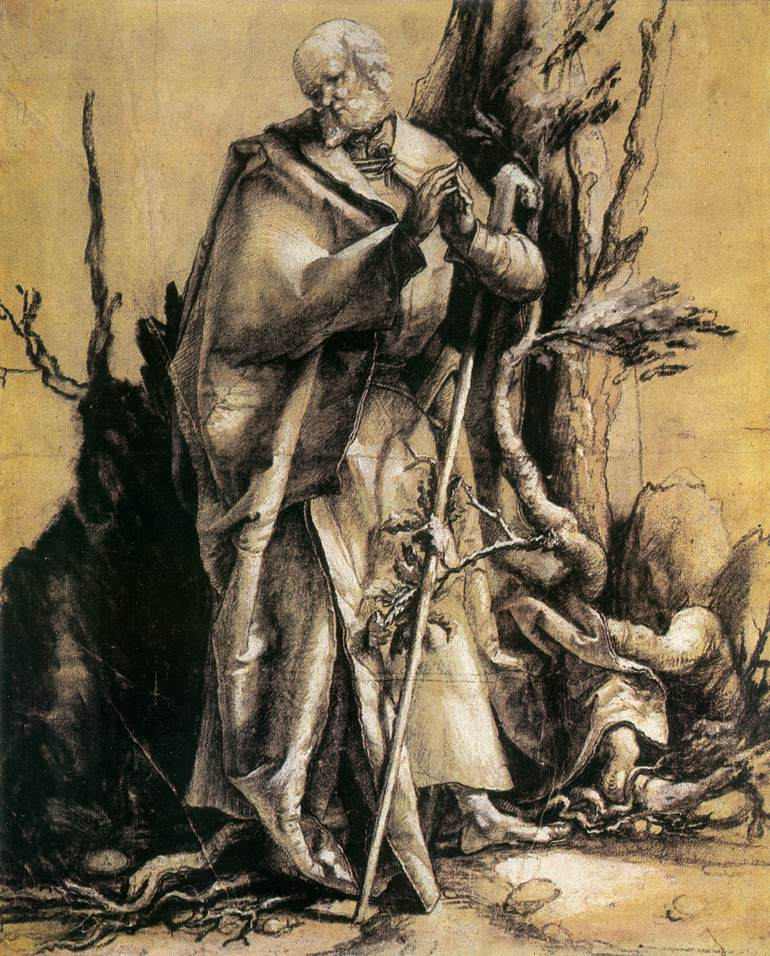
Матіас Грюневальд. «Св. Іван в лісі»

Неперевершене значення для світової культури мають німецький і австрійській відділи малюнків. І через спільну з німецькими землями історію, і через надзвичайно високу мистецьку вартість зібраного матеріалу. В колекції низка малюнків майстрів короткого німецького Відродження (Якоб Хофнагель, Альбрехт Альтдорфер, Лукас Кранах Старший, Альбрехт Дюрер тощо). Майстри німецького і австрійського мистецтва репрезентовані творами художників так званої Дунайської школи, предромантизму Каспар Давид Фрідріх,експресіонізму і сецесії (Густав Клімт, Еґон Шіле, Франц Марк, Ніклас Штьор тощо). Перлини німецького зібрання — унікальні малюнки Грюневальда.

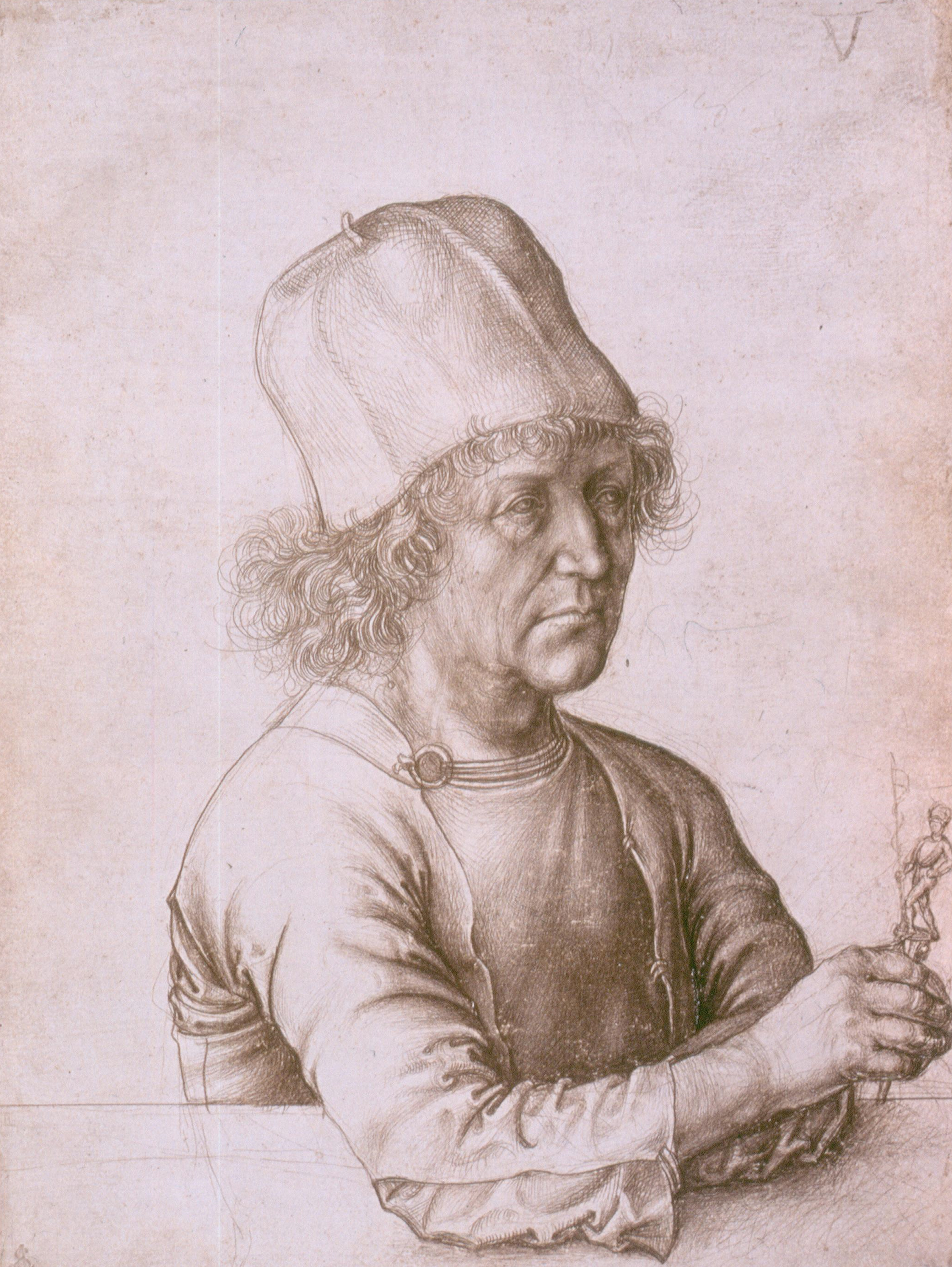
Дюрер старший, Автопортрет
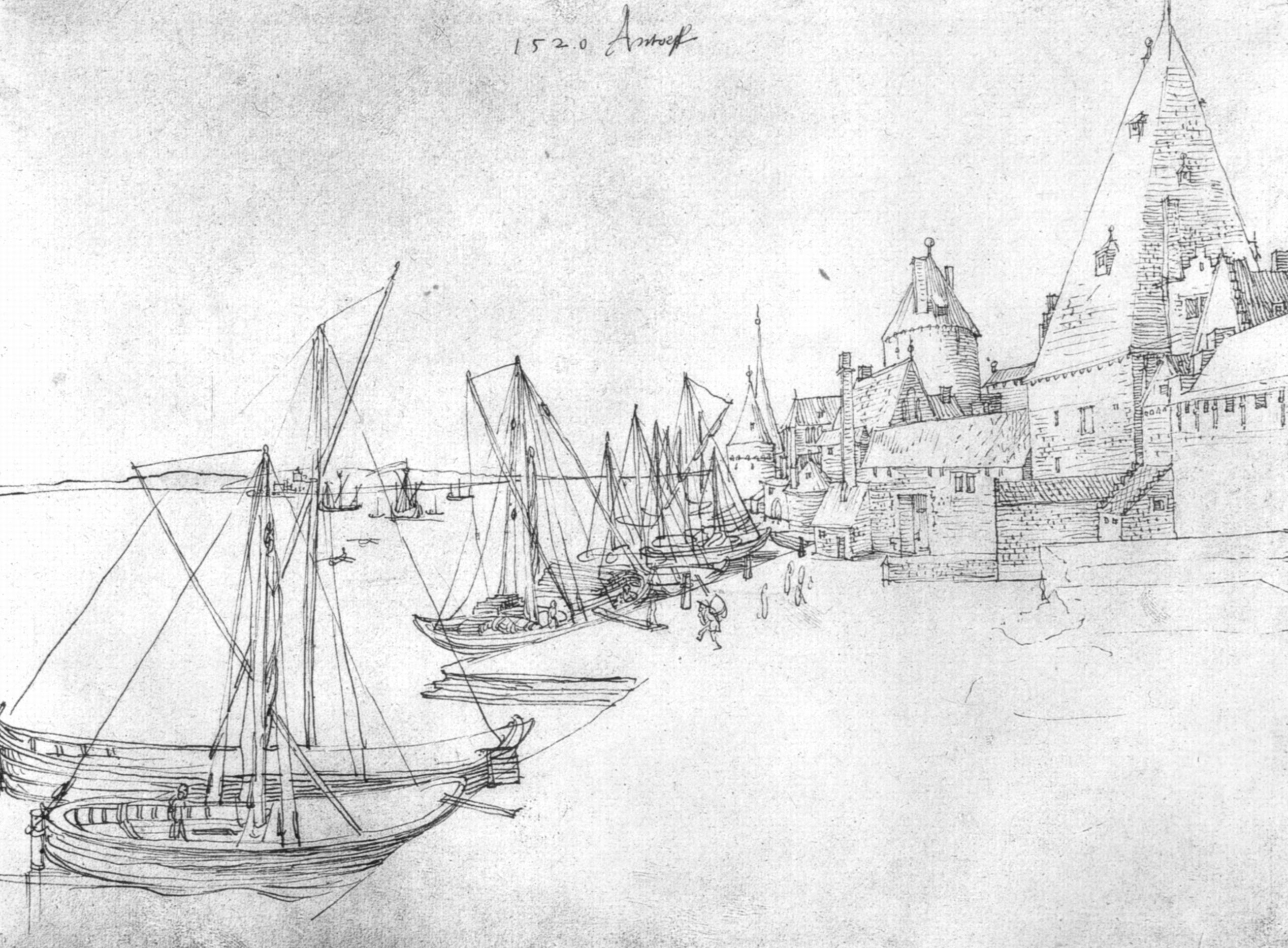
Дюрер, «Антверпен»
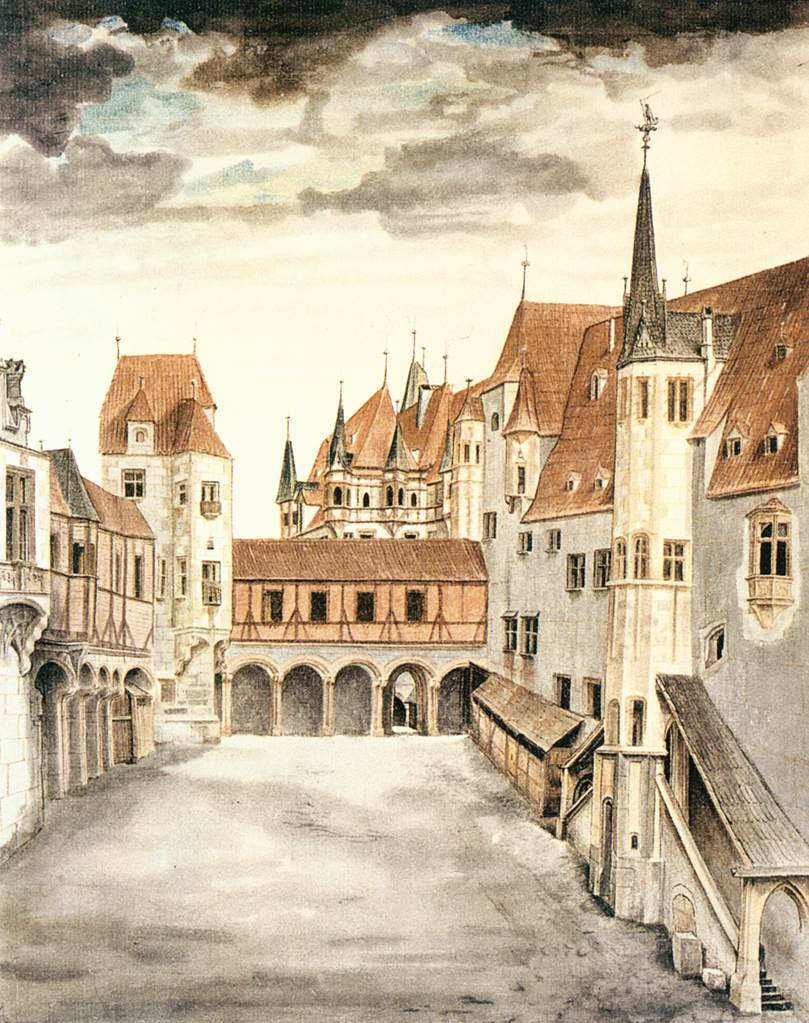
Дюрер, «Інсбрук. Внутрішній дворик замку»
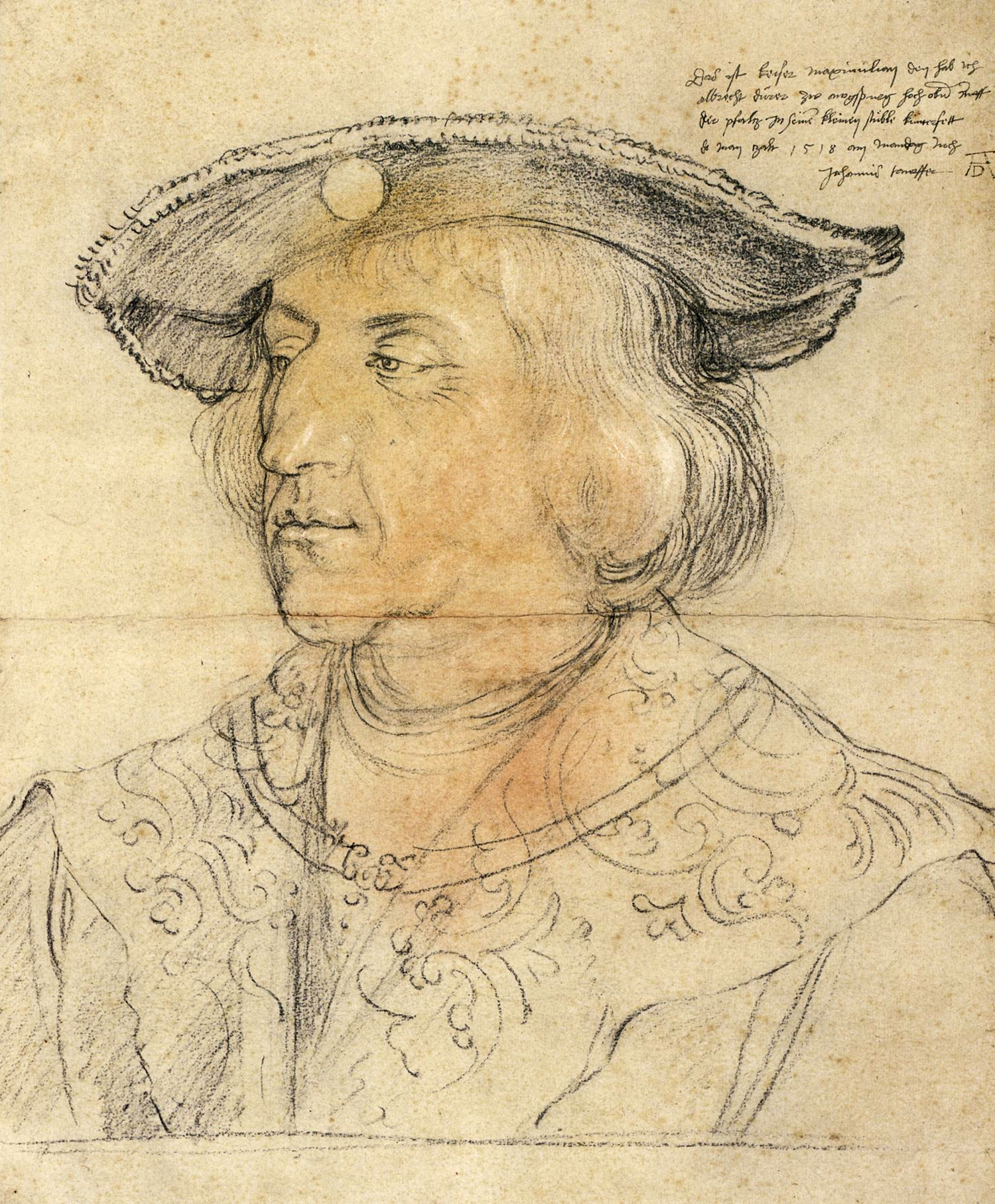
Дюрер, «Імператор Максиміліан І»
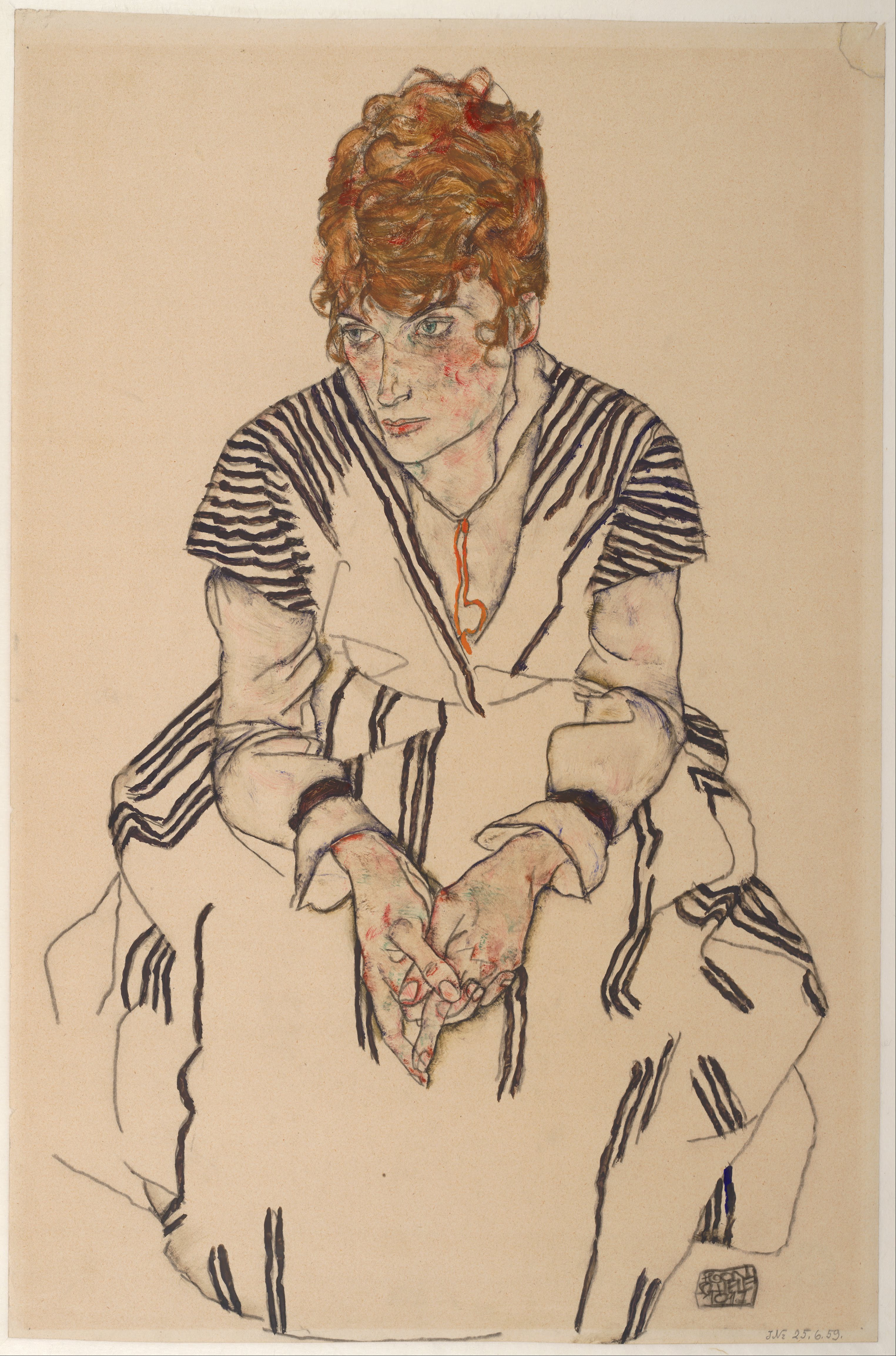
Еґон Шіле, «Портре Адель Хармс»,  1917 р.
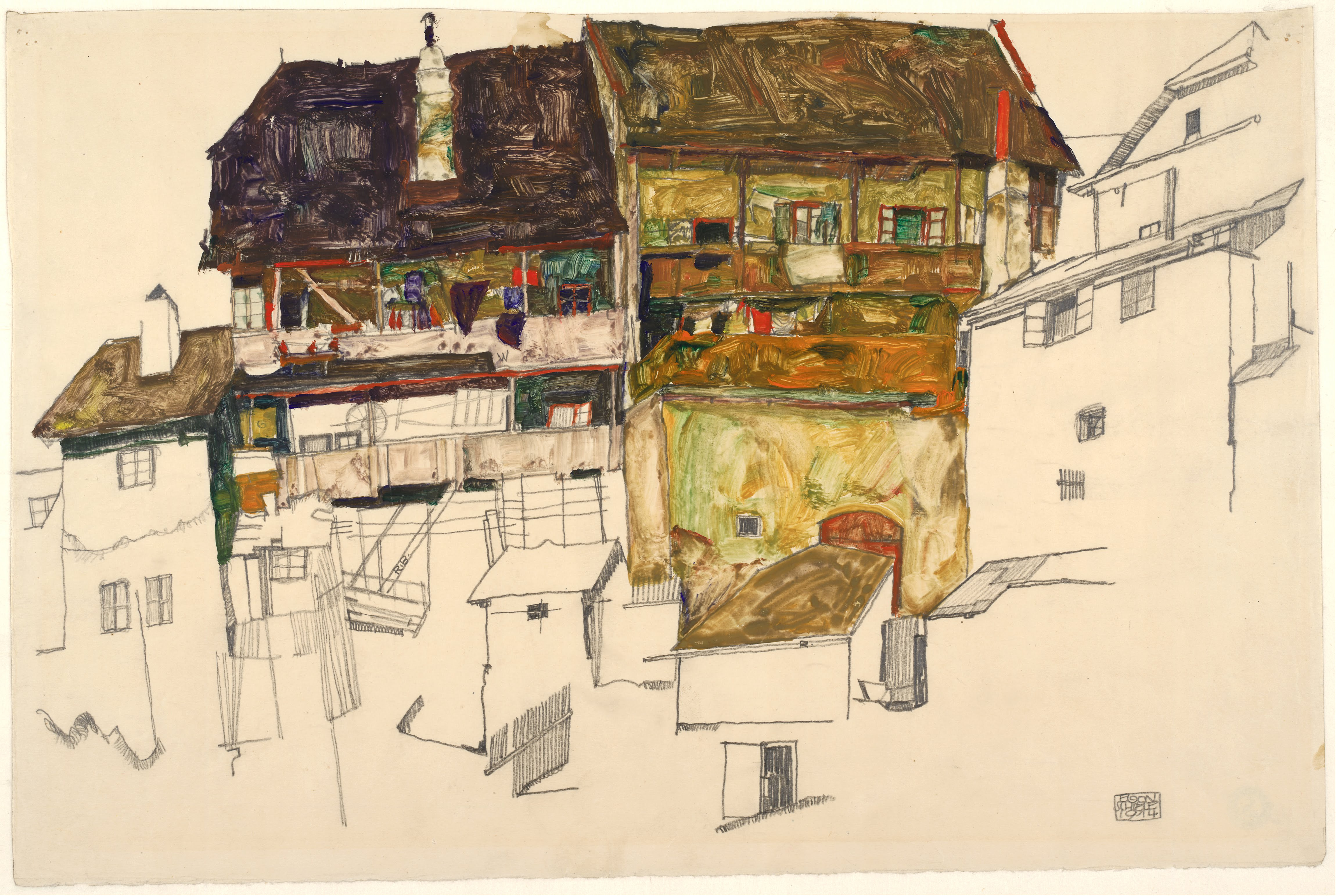
Еґон Шіле, «Старі будинки в Крюмау», 1914 р.
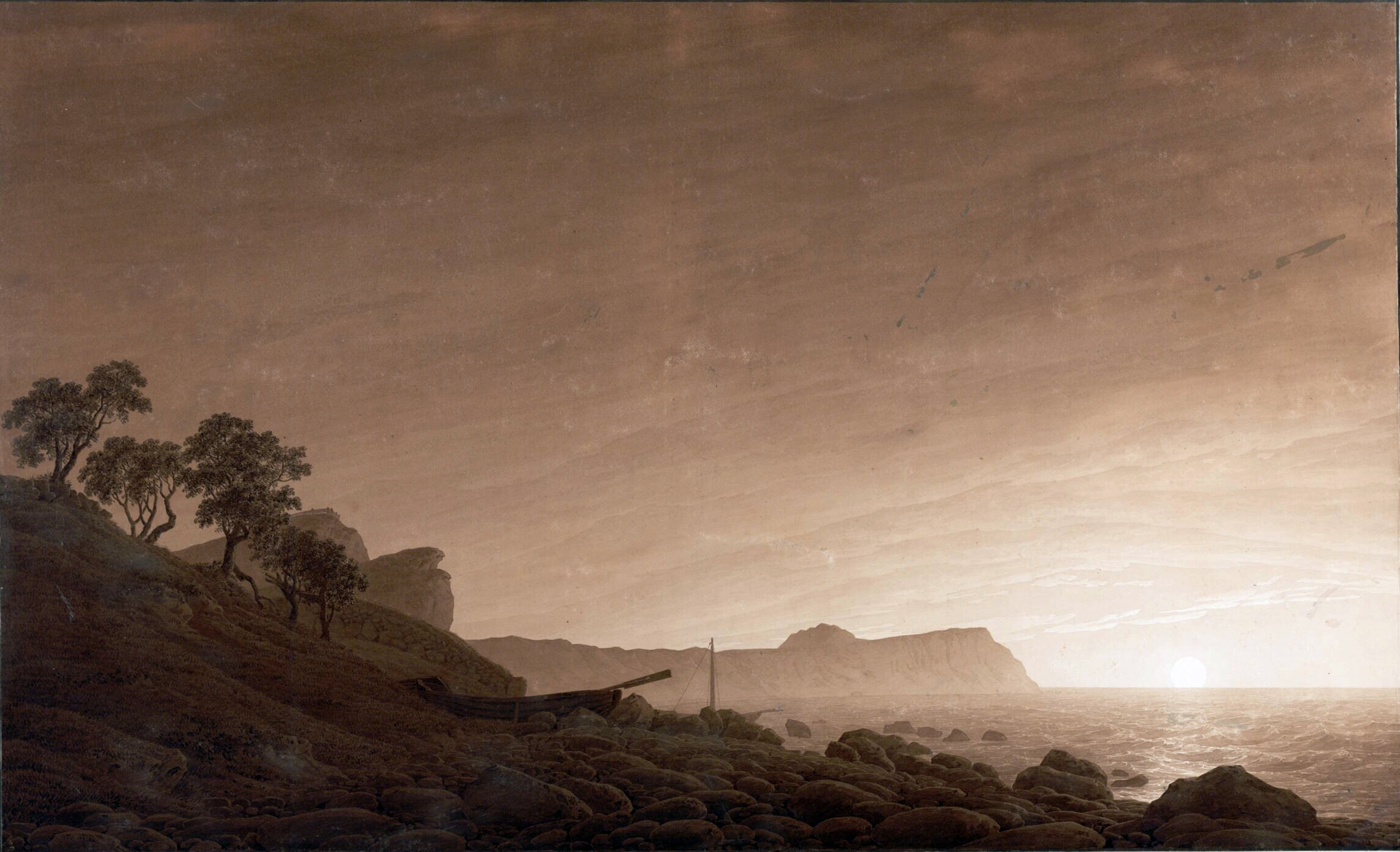
Каспар Давид Фрідріх, «Аркона. Схід місяця»
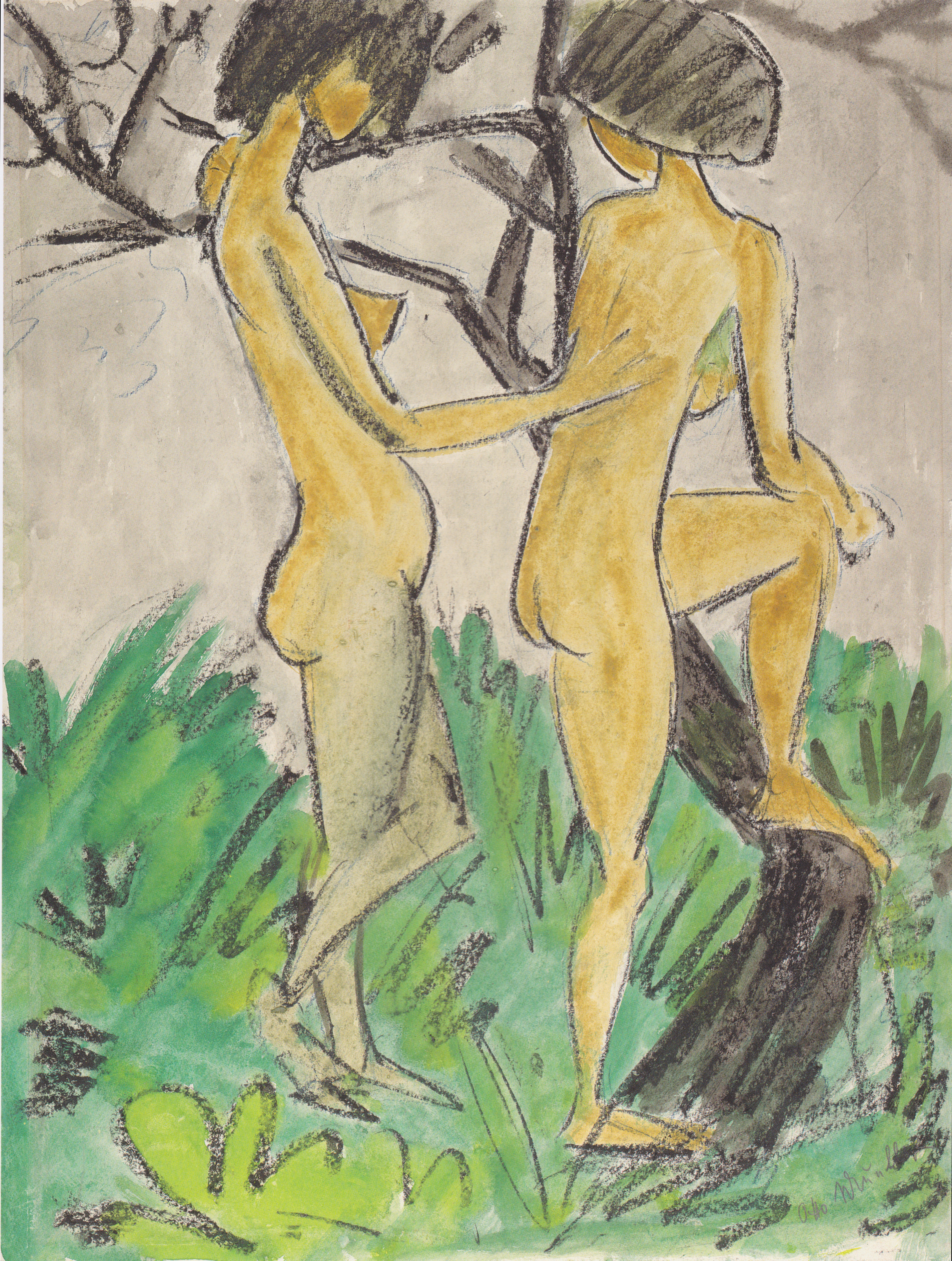
Отто Мюллер, «Дві оголені»

### Відділ французьких малюнків

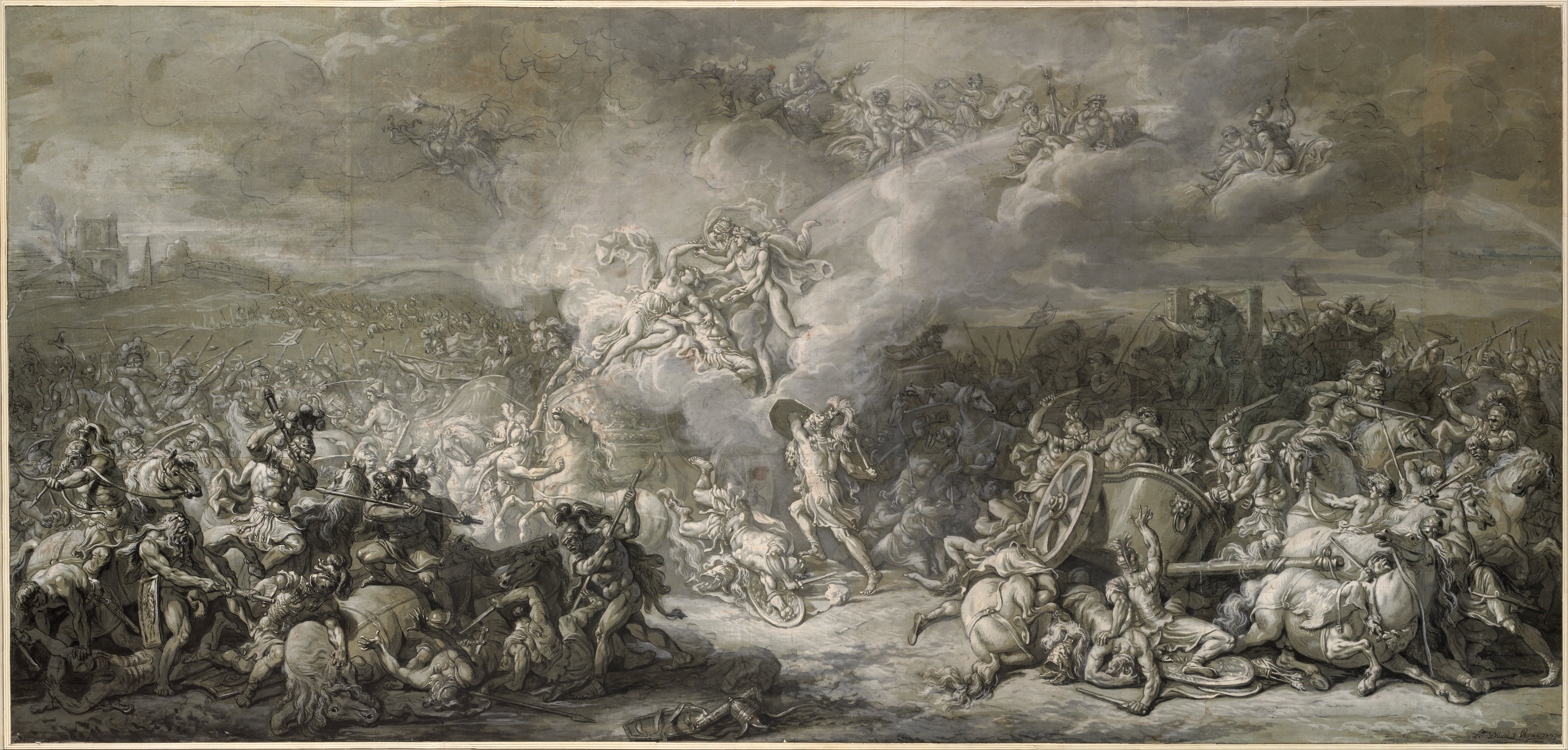
Жак-Луї Давід, «Двобій із Діомедом», 1776 р.

Важкі політичні стосунки Австрійської імперії з Францією не сприяли ні появі значних колекцій французького живопису, ні малюнків французьких майстрів. Стан змінився лише в 20 столітті, коли на значні мистецькі прорахунки в зібранні звернули увагу. Але давній перерозподіл мистецьких шедеврів-малюнків не дав можливості отримати значні зразки, давно зосереджених в музеях Лувр, Шатійї та в петербурзькому Ермітажі. Присутність на мистецькому ринку Європи Сполучених Штатів також сильно зменшує купівельні можливості Австрії. «Французькі» придбання галереї мають випадковий характер. Тому історію французького малюнка треба вивчати у Франції та в петербурзькому Ермітажі.

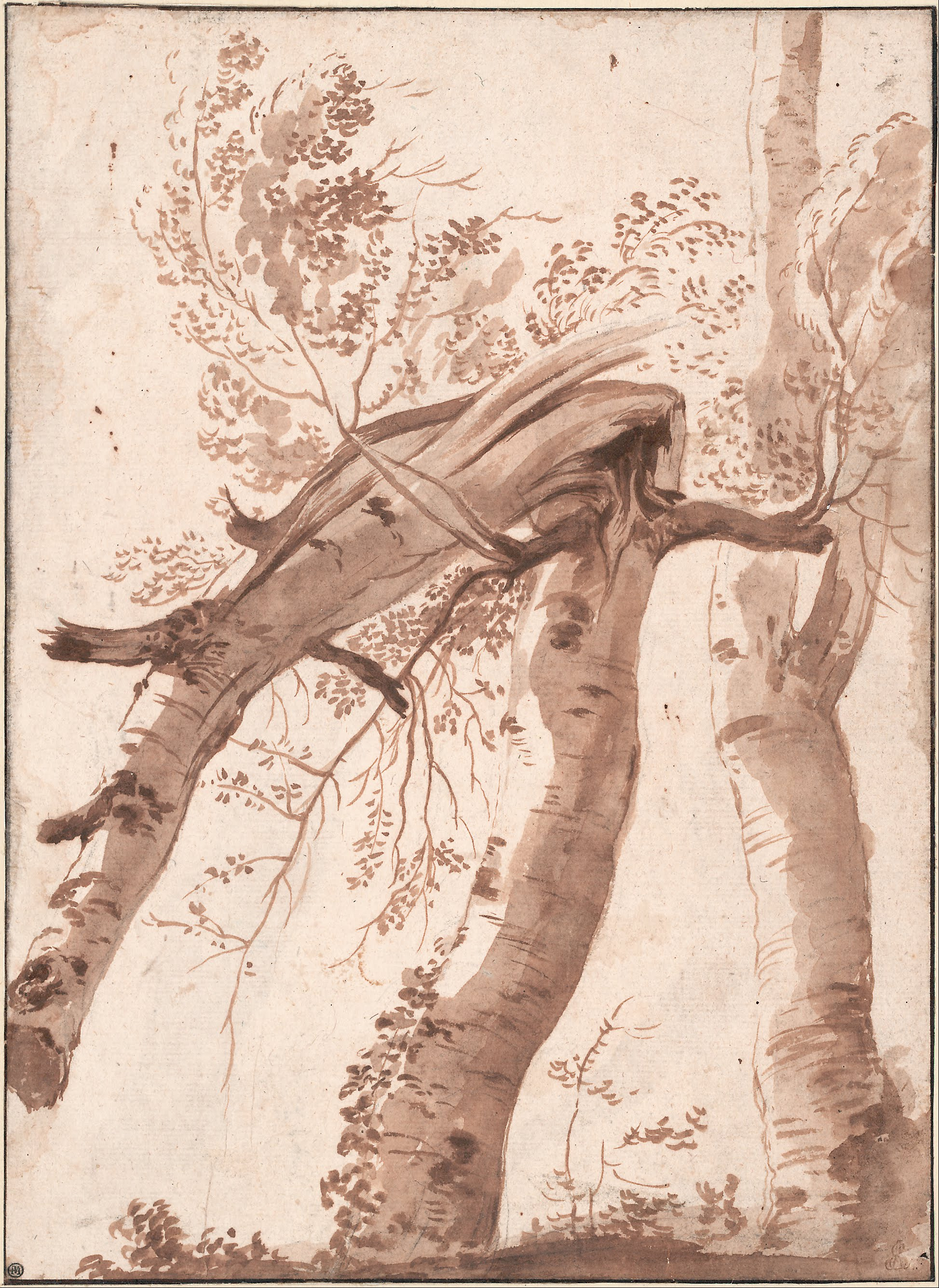
Ніколя Пуссен, «Два дерева», 1629 р.
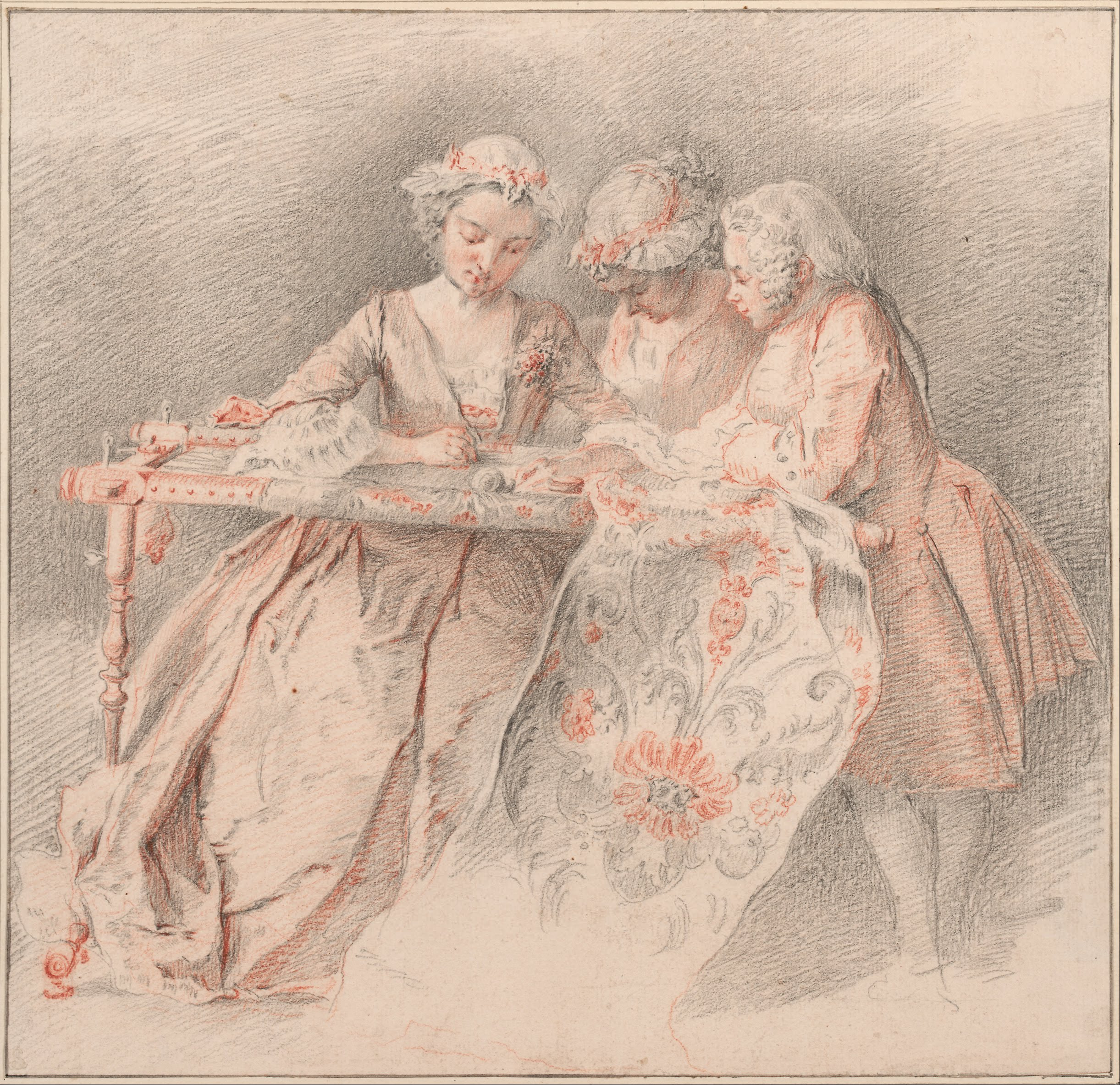
Жак-Андре Порте, «Вишивання», доба рококо
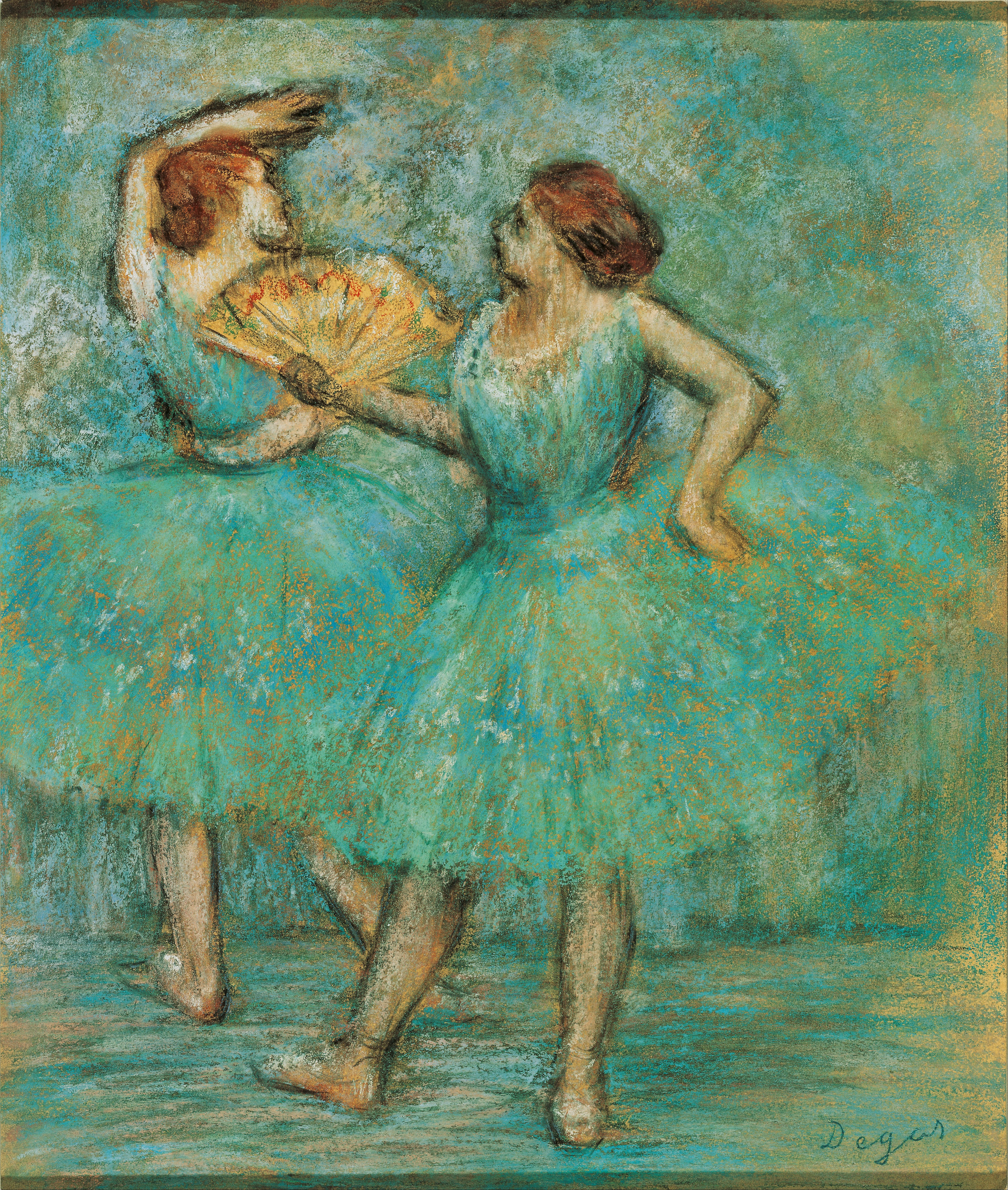
Едгар Дега, пастель, «Дві балерини», 1905 р.

### Малюнки майстрів Фландрії та Голландії
Збірка малюнків старих майстрів Фландрії та Голландії одна з найкращих в світі, якщо не найкраща. В колекції присутня така кількість імен майстрів і малюнків такого високого щаблю, що вивчення мистецтва цих країн неможливе без вивчення збірок галереї Альбертіна (це портрет і пейзаж, побутовий жанр, штудія до натюрморту, анімалістичний жанр, батальна сцена, замальовки зброї, споруд, інтер'єрів тощо). Адже тут репрезентовані власними творами Ієронім Босх, Пітер Брейгель старший, Адріан ван Остаде, Мартен ван Гемскерк, Пітер Пауль Рубенс, Рембрандт, Ян ван Гейсум, Гендрік Гольціус.

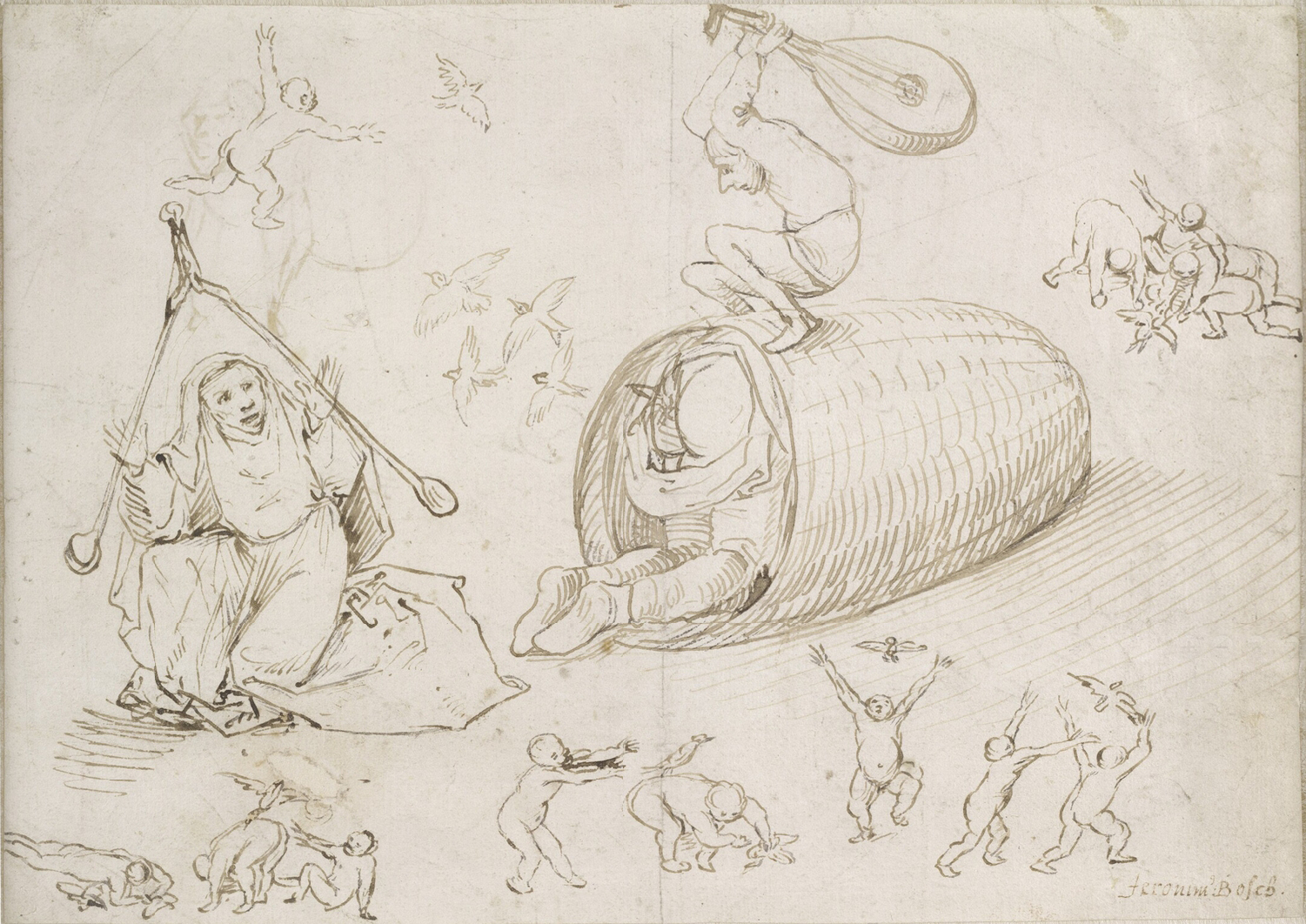
Ієронім Босх, «Вулик»
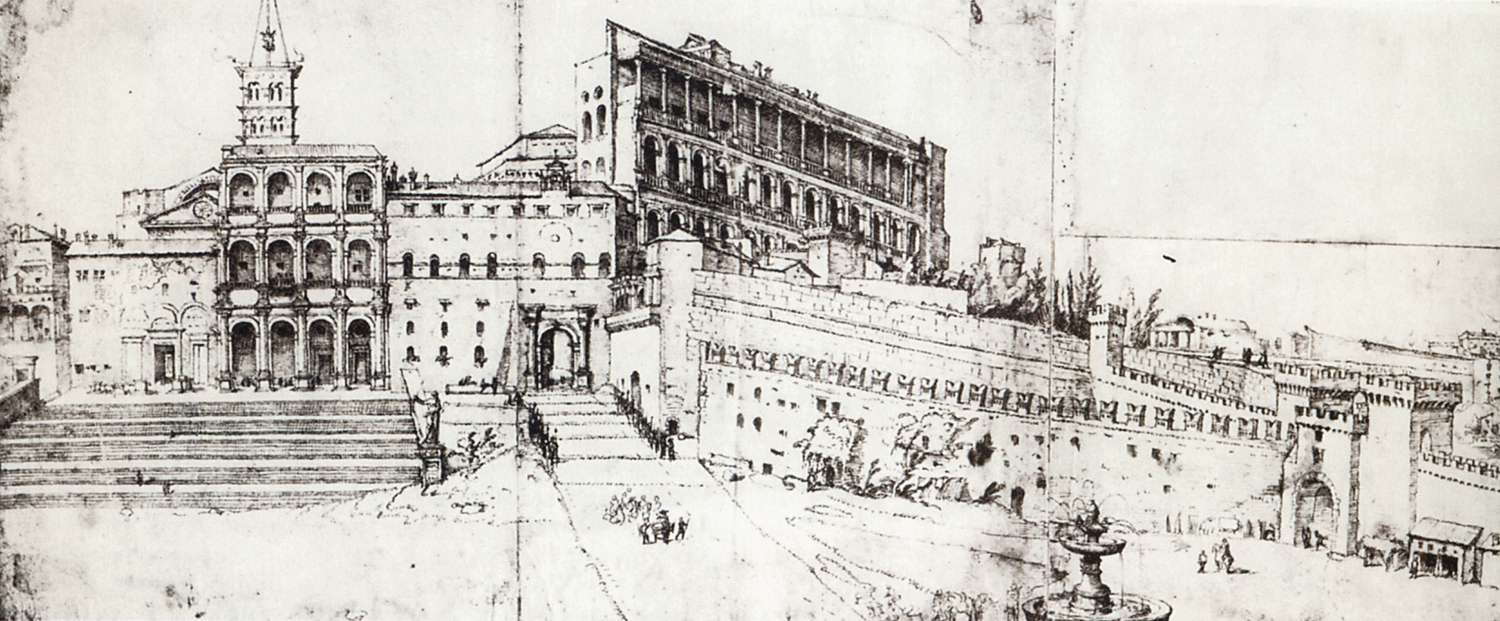
Мартен ван Гемскерк, «Базиліка Св. Петра в Римі до перебудови», 1530-ті рр.
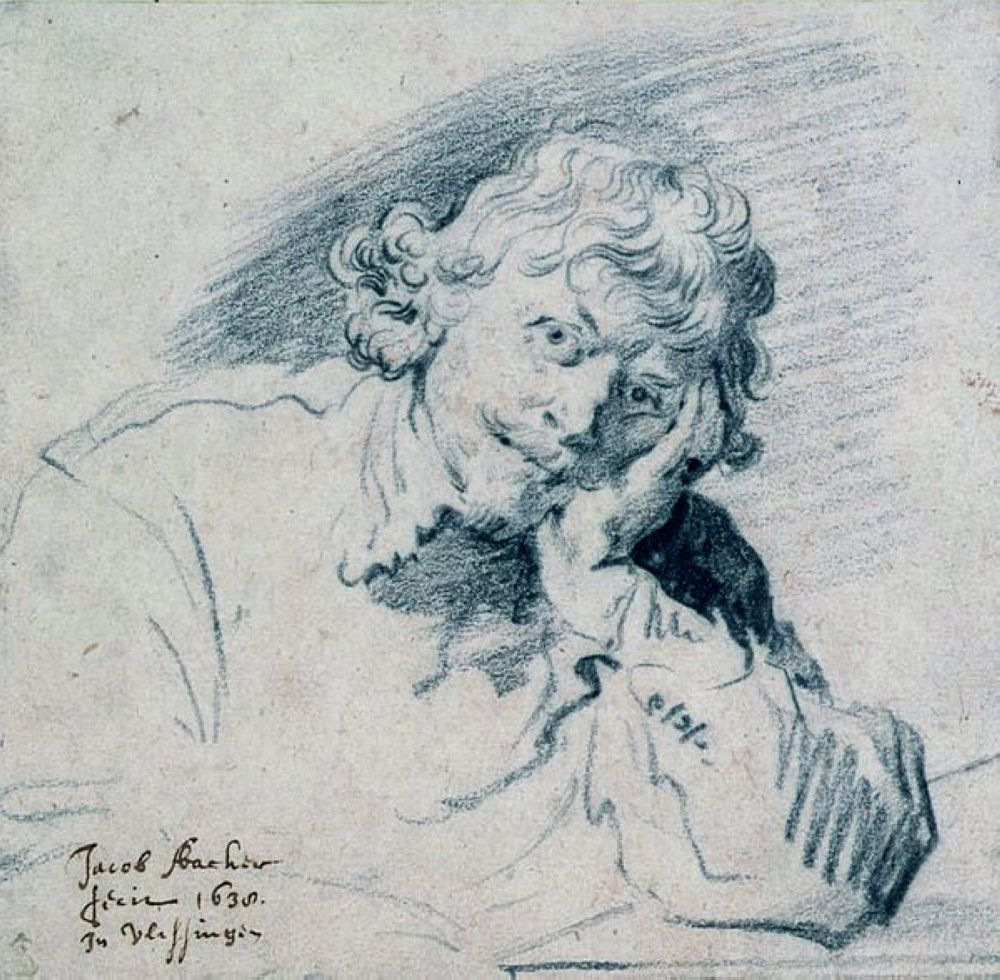
Якоб Баккер. «Автопортрет», 1638
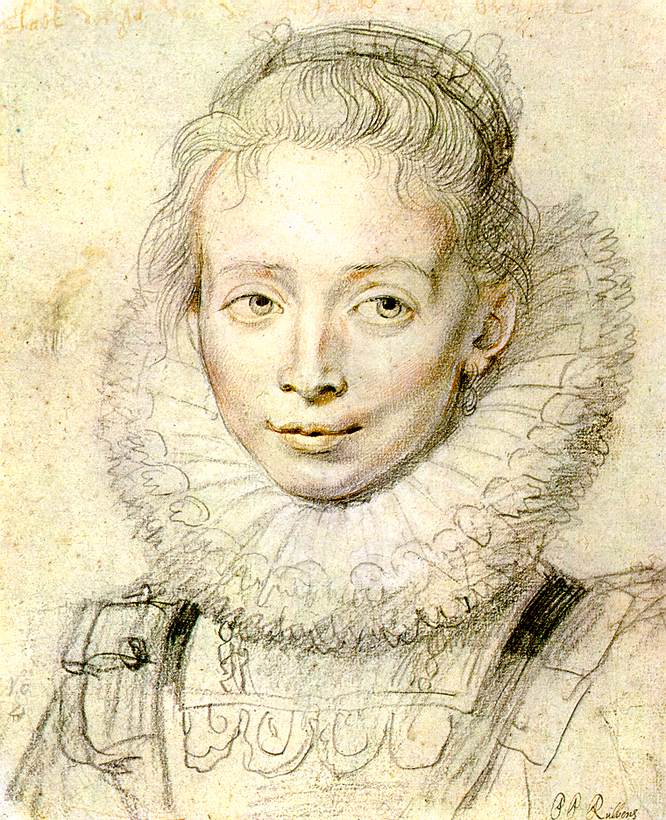
Пітер Пауль Рубенс, «Клара Серена» або « як камеристка »
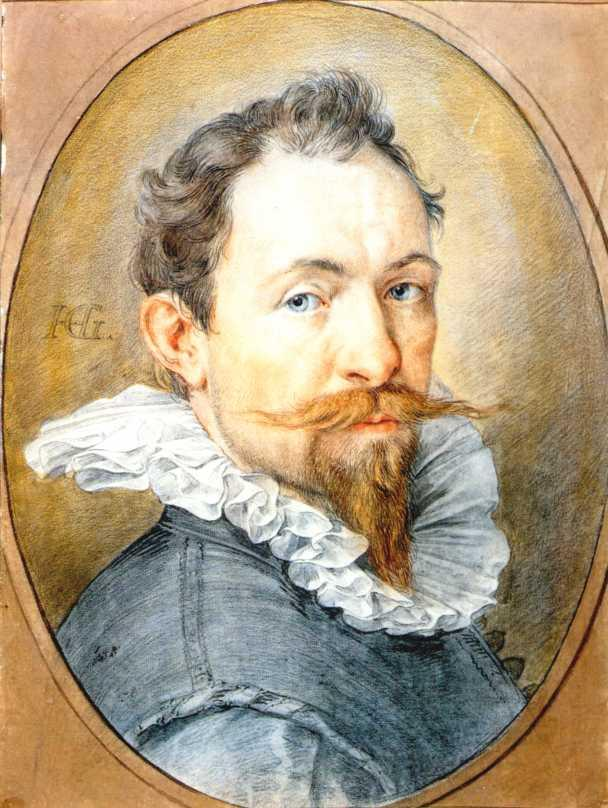
Гендрік Гольціус, Автопортрет, до 1594 р.
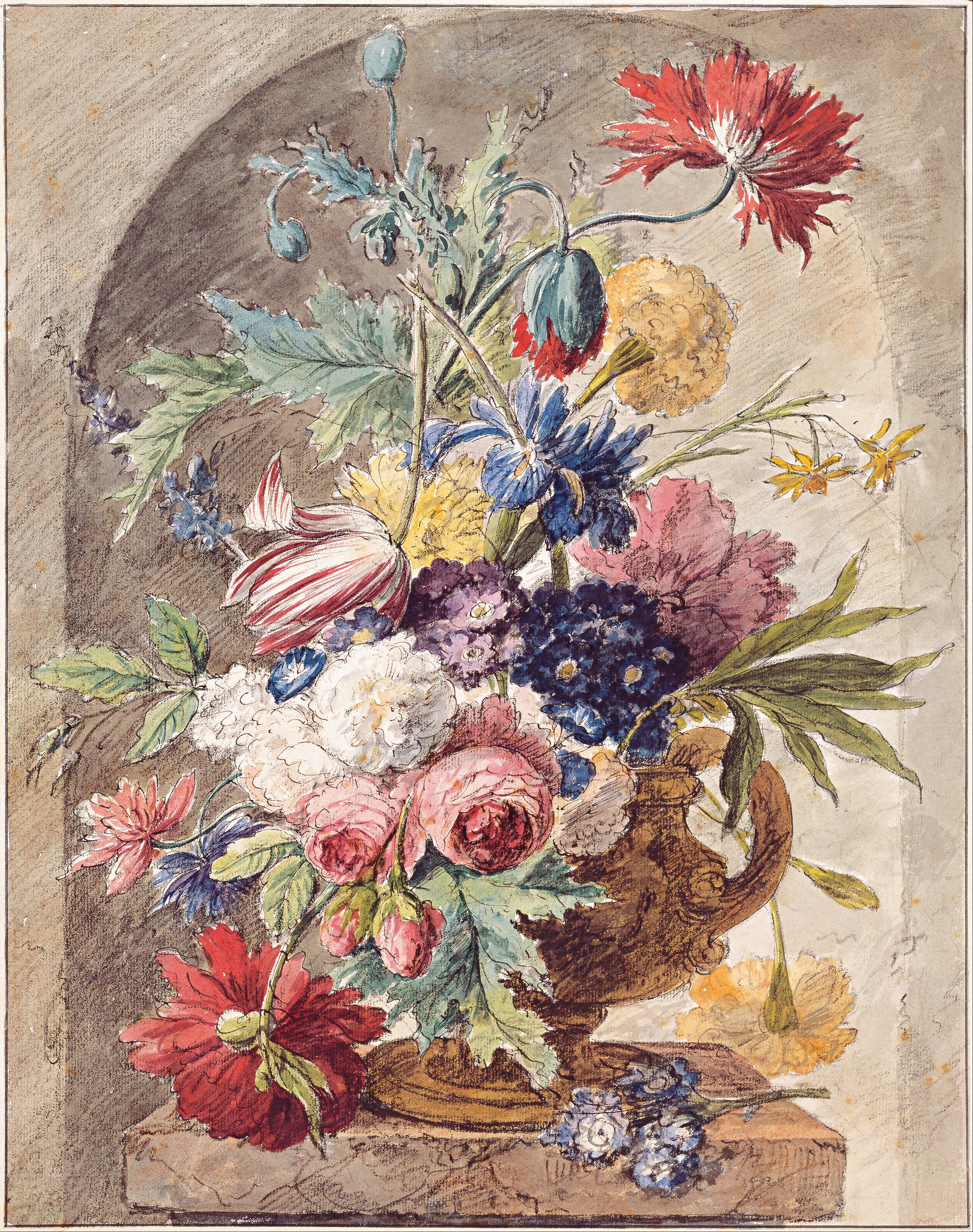
Ян ван Гейсум, «Натюрморт з квітами в ніші», 1734 р.
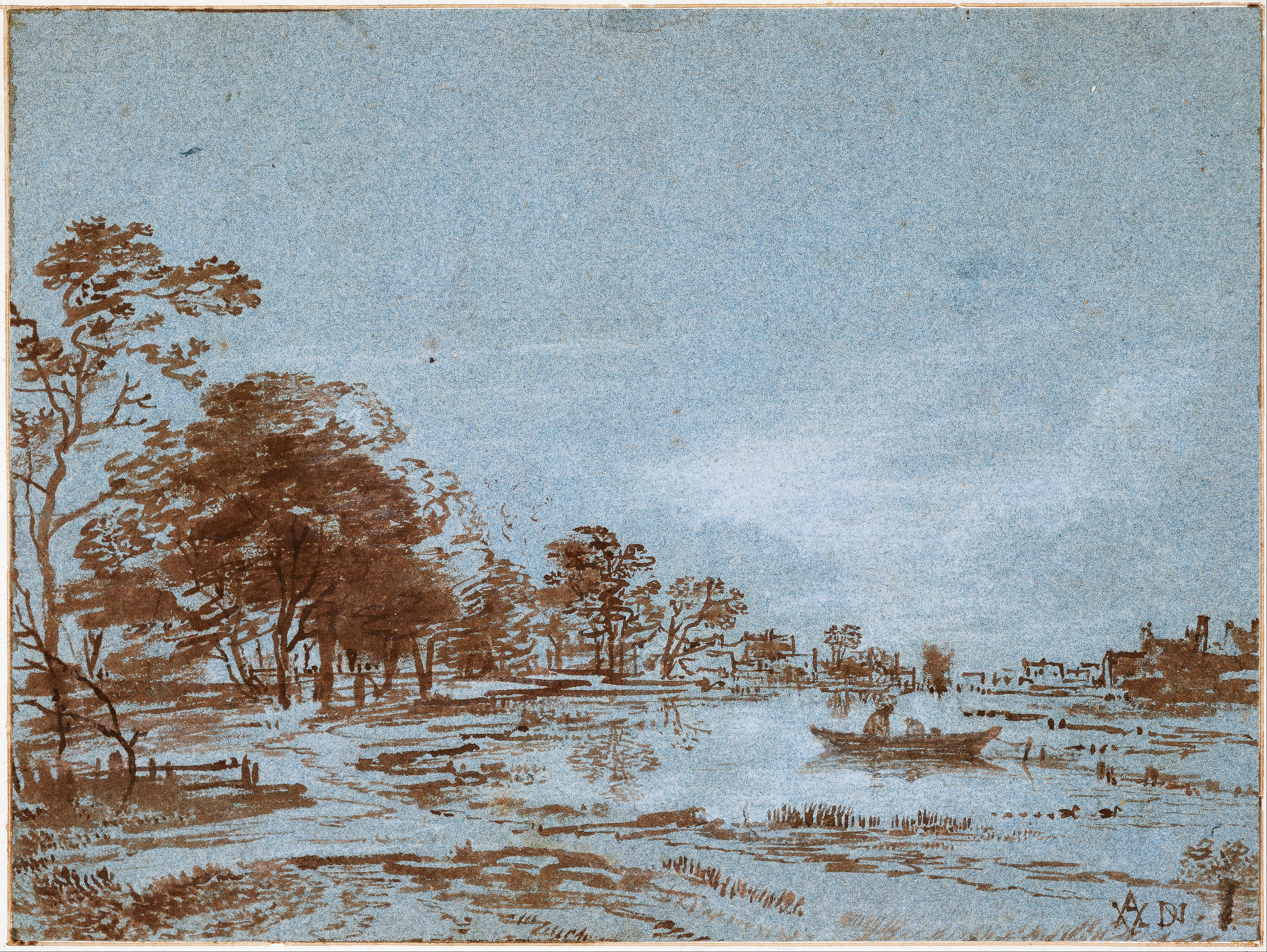
Арт ван дер Нер, «Річка в місячному освітленні», до 1659 р.
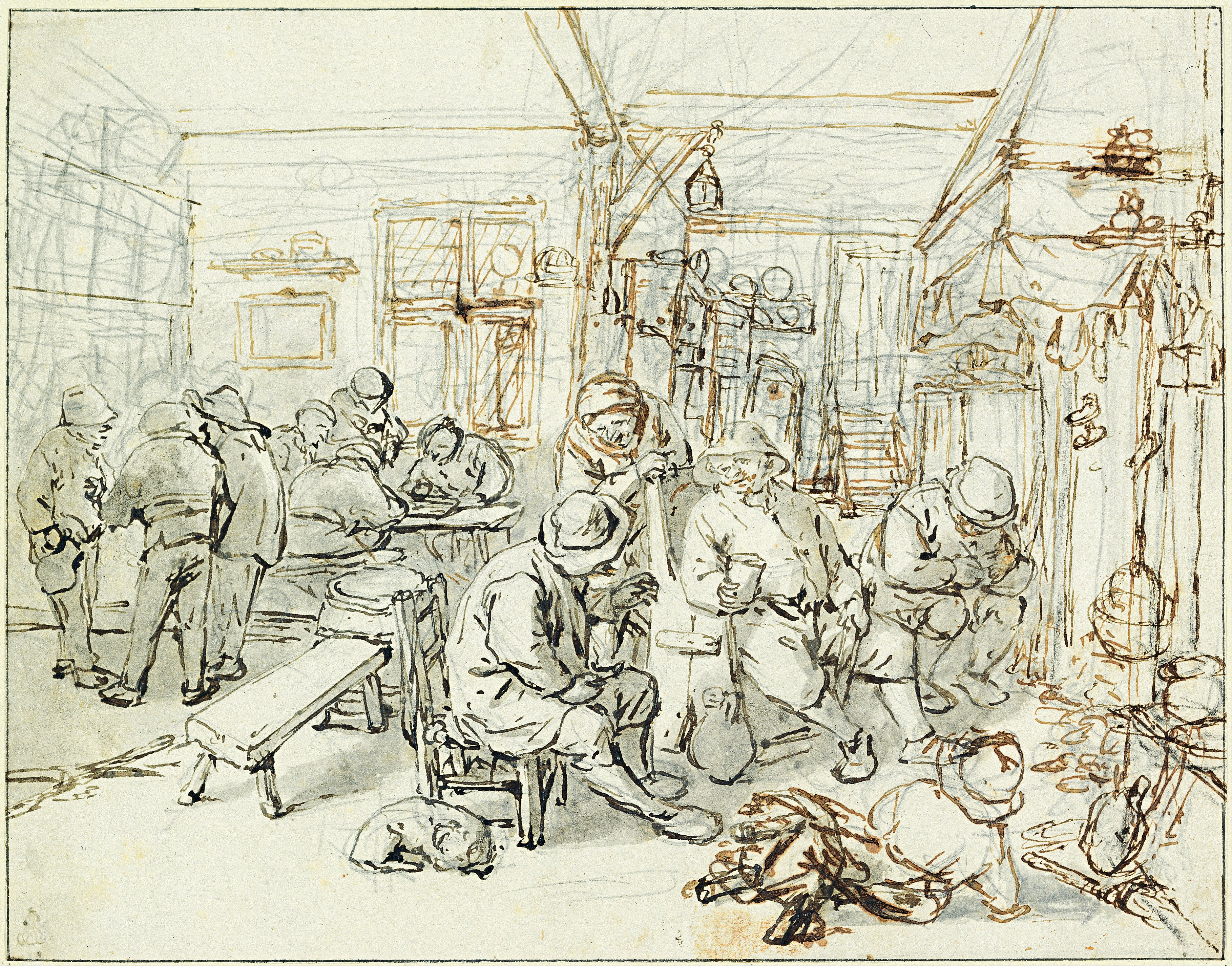
Адріан ван Остаде, «Селяни в корчмі», до 1679 р.
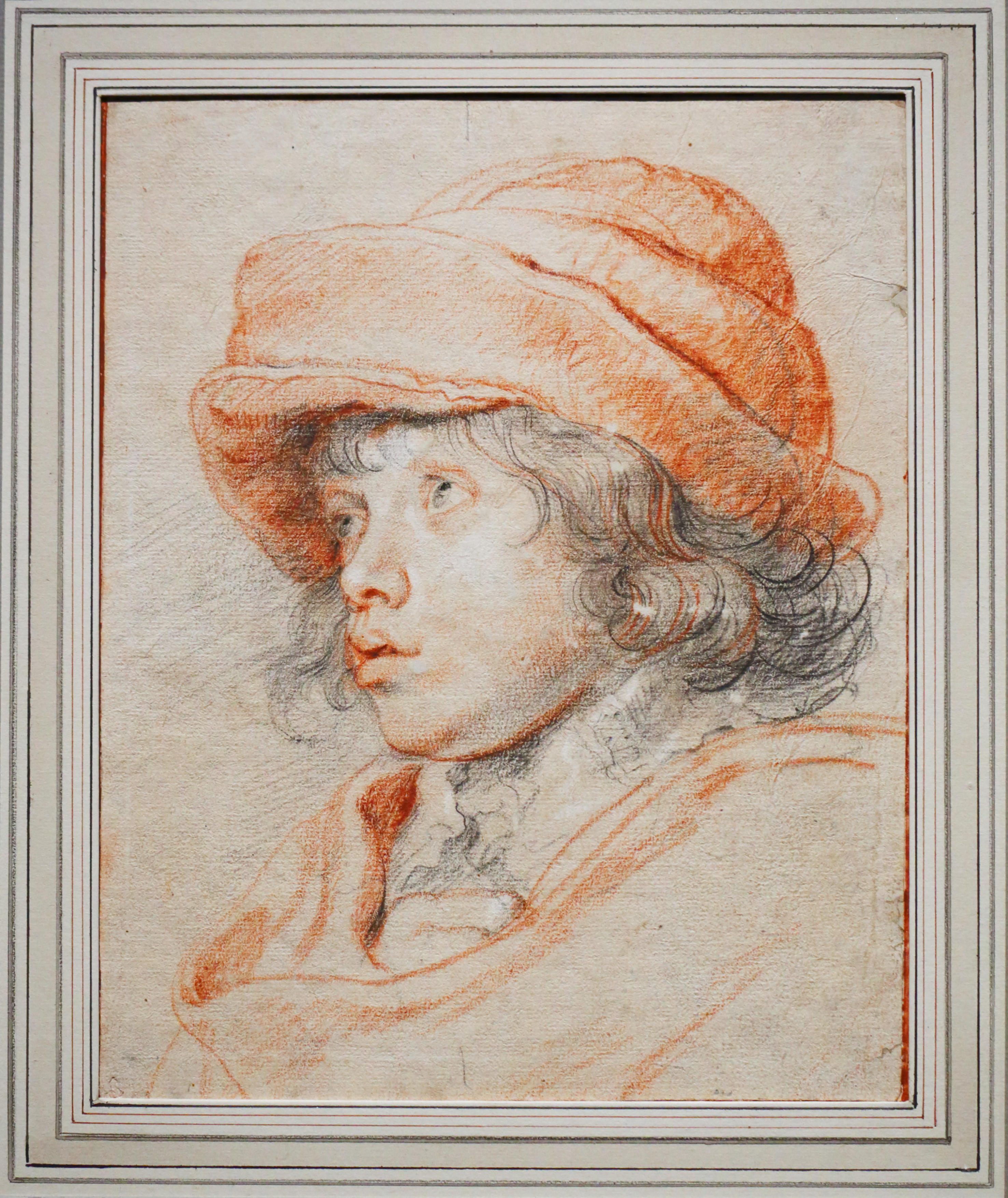
Пітер Пауль Рубенс, «Син Ніколас», бл. 1626 р.